# Неделькин, Геннадий Михайлович
Геннадий Михайлович Неделькин (род. 15 марта 1934) — советский футболист, нападающий и полузащитник, футбольный тренер. Заслуженный тренер Таджикской ССР (1966).

## Биография
В середине 1950-х годов выступал за клубную команду московского «Динамо» в соревнованиях коллективов физкультуры. В 1958 году сыграл два матча за дубль динамовцев в первенстве дублёров. В том же году перешёл в «Шахтёр» Караганда, где провёл полсезона. Затем три года выступал за клубы Ташкента — «Пахтакор», «Мехнат», «Старт», в последнем был играющим тренером.
В 1958 году окончил Московский институт физической культуры.
В 1962 году завершил игровую карьеру и начал самостоятельную тренерскую работу. В течение семи сезонов (1962—1968) возглавлял «Памир» Ленинабад, с этим клубом в 1966 году одержал победу в зональном турнире класса «Б», за что получил звание заслуженного тренера Таджикской ССР.
Затем много лет работал тренером команд из сибирского региона и Средней Азии. В 1979 и 1981—1982 годах снова тренировал команду из Ленинабада, в общей сложности под его руководством команда сыграла более 300 матчей. С тюменским «Геологом» в 1986 году стал победителем зонального и финального турниров второй лиги. Был одним из первых тренеров в истории читинского «Локомотива», именно он привёл в команду Наиля Галимова, ставшего лучшим бомбардиром в истории клуба. С холмским «Сахалином» стал в 1990 году победителем зонального турнира второй низшей лиги СССР.
Завершил самостоятельную тренерскую карьеру в 1993 году в миасском «Торпедо». В 1997—1999 годах был тренером в ФК «Локомотив» Чита, а в 2000 году работал тренером-консультантом в ФК «Металлург» Красноярск.

## Достижения
- Победитель зонального турнира второй лиги СССР: 1966, 1986, 1990